# 光學渦旋
光學渦旋（optical vortex）也稱為光渦，是光學場中的零點，也就是光強度為零的點。自從約翰·奈和迈克尔·贝里在1974年提出全面性的論文後，就開始了許多光學渦旋性質的研究，論文描述「光波列位錯」的基本性質，這個研究後來成為「奇點光學」（singular optics）的核心理論。

## 解釋
在光學渦旋中，光會像螺旋開瓶器一般，沿著其軸扭轉。因為其扭轉，在軸的位置光會彼此相消。若投影在一平坦表面上，光學渦旋看起來會像一個光環，在中間有一個沒有光的黑色區域。這種螺旋形行進，中間黑暗的光，稱為光學渦旋。
光學渦旋的拓扑荷定義為其在一個波長的扭轉次數，拓扑荷恆為整數，依其扭轉方向可能是正數或是負數。拓扑荷越大表示光沿著軸旋轉的越快。此自旋會隨著光波列而有角動量，若有電偶極矩則會產生力矩。
光的軌道角動量可以由捕獲粒子的軌道運動來觀察。光學渦旋和平面光的干涉會出現同心螺旋的螺旋相位。
在實驗室中有許多方式可以產生光學渦旋。一般可以直接用雷射產生，或者用一些方式，將雷射光束變成渦旋，例如用電腦產生全息圖，螺旋相位延遲的結構，或是材料中的雙折射渦旋。

## 性質
光學奇點是光場中的零點。在場中的相位會沿著零強度的點旋轉（因此稱為渦旋）。光學渦旋在二維場中為一個點，在三維場中為一條線（其余維數為2）。將場中的相位沿著包圍渦流的路徑場積分，會得到2π的整數倍。此整數稱為光學渦旋的拓扑荷或是強度。
超几何高斯光束（HyGG）在其中心有一個光學渦旋，光束的形式為
{\displaystyle \psi \propto e^{im\phi }e^{-r^{2}},\!}
為旁軸波動方程含有贝塞尔函数的解（參照近軸近似）。超几何高斯光束中的光子有軌道角動量mħ，其中的正整數m也就是光束中央渦旋的強度。圓偏振光的自旋角動量可以被轉換成軌道角動量。

## 創造光學渦旋

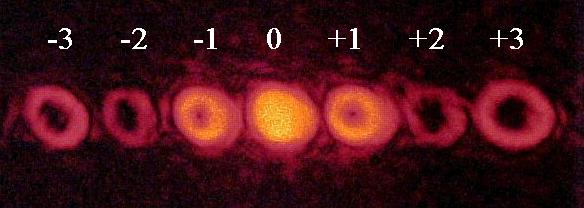
用計算機生成全息圖產生的光學渦旋

有許多的方式可以產生超几何高斯光束，靜態螺旋相位板（Static spiral phase plate, SPP）、電腦產生的全息摄影、模式轉換（Mode conversion）、q板、s板、空間光調製器及可變形反射鏡等。

## 應用
光學渦旋可用在許多應用中，例如以往只能直接偵測的太陽系外行星可以用旋風星冕儀觀測。光鑷可以用在處理像細胞大小的物體等，受激發射損耗顯微鏡中也有到光學渦旋的技術。

## 外部連結
- Video of propagation simulation of Vortex Diffractive Optical Element from near field to far field（页面存档备份，存于） by HoloOr
- Optical vortices and optical tweezers at the University of Glasgow
- Singular Optics Master list（页面存档备份，存于） by Grover Swartzlander Jr., University of Arizona, Tucson
- Optical vortex coronograph, Gregory Foo, et al., University of Arizona, Tucson
- Optical tweezers（页面存档备份，存于）, David Grier, NYU
- Selected Publications on Optical Vortices（页面存档备份，存于） at Australian National University
- .   [2016-04-11]. （原始内容存档于2007-10-15）.
- .   [2016-04-11]. （原始内容存档于2015-04-30）.
- .   [2016-04-11]. （原始内容存档于2017-04-17）.
- .   [2016-04-11]. （原始内容存档于2007-08-27）.
- . Fox News. 2010-01-18  [2016-04-11]. （原始内容存档于2012-10-24）.